# Loveless (manga)
Loveless – shōjo-manga z gatunku shōnen-ai autorstwa Yun Kōgi.
Na jej podstawie zrealizowano anime.
Manga i anime przedstawiają świat, w którym wszyscy ludzie, którzy jeszcze nie stracili swojego dziewictwa, posiadają kocie uszy oraz ogon. Jest to jednak tylko tło do opowiedzenia historii miłosnej, łamiącej stereotypy płci oraz wieku kochanków.

## Fabuła
Loveless opowiada historię 12-letniego chłopca, Ritsuki Aoyagi. Brat głównego bohatera, Seimei, został zamordowany, przez co Ritsuka zamknął się w sobie i stał się nieprzyjemny dla całego otoczenia. Odsunął się od swojej matki, która go za to znienawidziła i zaczęła wylewać na niego całą złość za zabranie "jej ukochanego Ritsukiego". Wszystko w życiu Aoyagi wywraca się do góry nogami, gdy ten zmienia szkołę. Kiedy pierwszego dnia kończy lekcje, przed szkołą zostaje zaczepiony przez obcego, dwudziestoletniego mężczyznę. W wyniku rozmowy okazuje się, że Soubi, bo tak ów młodzieniec ma na imię, był przyjacielem zamordowanego brata Ritsuki.
Dalszy ciąg historii odsłania przed nami zmagania przeraźliwie samotnego i zamkniętego w sobie Ritsukiego oraz Soubiego. Ambiwalentne odczucia obydwu są ciekawym tematem do obserwacji, jak może na wydawałoby się, nieurodzajnym podłożu, zakiełkować może naprawdę silne uczucie. Cała fabuła "Loveless" urozmaicona jest wątkami fantastycznymi, gdyż najpierw Soubi i Seimei a obecnie zamiast Seimei, Ritsuka są wojownikami walczącymi na zasadzie "składający ofiarę" i " poświęcający się/ofiara".

## Bohaterowie
- Ritsuka Aoyagi (jap. 青柳 立夏)

Seiyū: Junko Minagawa 
- Soubi Agatsuma (jap. 我妻 草灯)

Seiyū: Katsuyuki Konishi 
- Yuiko Hawatari (jap. 羽渡 唯子)

Seiyū: Kana Ueda 
- Hitomi Shinonome (jap. 東雲 瞳)

Seiyū: Mamiko Noto 
- Seimei Aoyagi

Seiyū: Ken Narita 
- Kio Kaidou

Seiyū: Ken Takeuchi 
- Yayoi Shioiri

Seiyū: Jun Fukuyama 
- Ai Myoujin

Seiyū: Ami Koshimizu 
- Midori Arai

Seiyū: Motoko Takagi 
- Misaki Aoyagi

Seiyū: Wakana Yamazaki 
- Ritsu Minami

Seiyū: Takehito Koyasu 
- Youji Sagan

Seiyū: Hiroyuki Yoshino 
- Natsuo Sagan

Seiyū: Mitsuki Saiga 
- Kouya Sakagami

Seiyū: Rie Kugimiya 
- Yamato Nakano

Seiyū: Yumi Kakazu 
- Mikaze

Seiyū: Yumi Kakazu 
- Nagisa Sagan

Seiyū: Sanae Kobayashi 
- Kinka

Seiyū: Hiroki Takahashi 
- Ginka

Seiyū: Yui Horie 
- 7/Nana

Seiyū: Aya Hisakawa 
- Katsuko

Seiyū: Emi Shinohara 

## Manga
| Nr | Język japoński    | Język japoński         | Język polski         | Język polski           |
| Nr | Data wydania      | ISBN                   | Data wydania         | ISBN                   |
| -- | ----------------- | ---------------------- | -------------------- | ---------------------- |
| 1  | 25 lipca 2002     | ISBN 978-4-7580-5002-9 | 11 lipca 2014        | ISBN 978-83-8001-006-2 |
| 2  | 26 grudnia 2002   | ISBN 978-4-7580-5011-1 | 18 września 2014     | ISBN 978-83-8001-016-1 |
| 3  | 25 czerwca 2003   | ISBN 978-4-7580-5034-0 | 12 listopada 2014    | ISBN 978-83-8001-029-1 |
| 4  | 25 czerwca 2004   | ISBN 978-4-7580-5077-7 | 12 lutego 2015       | ISBN 978-83-8001-044-4 |
| 5  | 25 lutego 2005    | ISBN 978-4-7580-5120-0 | 9 czerwca 2016       | ISBN 978-83-8001-136-6 |
| 6  | 24 grudnia 2005   | ISBN 978-4-7580-5198-9 | 29 sierpnia 2016     | ISBN 978-83-8001-151-9 |
| 7  | 25 listopada 2006 | ISBN 978-4-7580-5254-2 | 4 listopada 2016     | ISBN 978-83-8001-169-4 |
| 8  | 25 lutego 2008    | ISBN 978-4-7580-5329-7 | 20 stycznia 2017     | ISBN 978-83-8001-184-7 |
| 9  | 25 listopada 2009 | ISBN 978-4-7580-5457-7 | 27 sierpnia 2018     | ISBN 978-83-8001-335-3 |
| 10 | 25 maja 2011      | ISBN 978-4-7580-5599-4 | 25 października 2018 | ISBN 978-83-8001-365-0 |
| 11 | 25 lipca 2012     | ISBN 978-4-7580-5726-4 | 7 stycznia 2019      | ISBN 978-83-8001-388-9 |
| 12 | 25 grudnia 2013   | ISBN 978-4-7580-5870-4 | 7 marca 2019         | ISBN 978-83-8001-411-4 |
| 13 | 25 lipca 2017     | ISBN 978-4-7580-3204-9 | 29 maja 2019         | ISBN 978-83-8001-444-2 |

## Anime

### Spis odcinków
- Odcinek 1:  BREATHLESS
- Odcinek 2:  MEMORYLESS
- Odcinek 3:  BONDLESS
- Odcinek 4:  FRIENDLESS
- Odcinek 5:  SLEEPLESS
- Odcinek 6:  PAINLESS
- Odcinek 7:  TEARLESS
- Odcinek 8:  TRUSTLESS
- Odcinek 9:  SKINLESS
- Odcinek 10: NAMELESS
- Odcinek 11: WARLESS
- Odcinek 12: ENDLESS